# Смолянинівська волость
Смолянинівська волость — історична адміністративно-територіальна одиниця Старобільського повіту Харківської губернії із центром у слободі Смолянинова.
Станом на 1885 рік складалася з 11 поселень, 9 сільських громад. Населення — 3930 осіб (5450 чоловічої статі та 5460 — жіночої), 571 дворове господарство.
|                     | Площа, десятин | У тому числі орної, дес. |
| ------------------- | -------------- | ------------------------ |
| Сільських громад    | 3995           | 3718                     |
| Приватної власності | 17398          | 7606                     |
| Іншої власності     | 83             | 83                       |
| Загалом             | 21476          | 11407                    |

Основні поселення волості станом на 1885:
- Смолянинова — колишня власницька слобода при річці Єрик за 45 верст від повітового міста, 1035 осіб, 150 дворових господарств, православна церква, поштова станція, 3 лавки, 2 ярмарки на рік.
- Новоохтирка Весела — колишнє власницьке село при річці Єрик, 742 особи, 107 дворових господарств, православна церква, щорічний ярмарків.